# Wilhelm Alfred Eckhardt
Wilhelm Alfred Eckhardt (* 27. Januar 1929 in Kiel; † 4. Juli 2019 in Marburg) war ein deutscher Historiker und Archivar.

Wilhelm A. Eckhardt war der Sohn des Rechtshistorikers Karl August Eckhardt und der Bruder des Archivars Albrecht Eckhardt. Er besuchte das Beethoven-Gymnasium Bonn und erhielt die Matura am Akademischen Gymnasium Graz. Er studierte Rechtswissenschaft und Philologie an der Philipps-Universität Marburg. Er wurde im Corps Teutonia Marburg aktiv und am 10. Februar 1949 recipiert. 1953 wurde er zum Dr. phil. promoviert.
Im Jahr 1956 ging er als Archivassessor an das Hessische Staatsarchiv Marburg. Dort wurde er 1981 Leitender Archivdirektor und Direktor des Staatsarchivs. Zugleich leitete er die Archivschule Marburg. 1962 wurde er Mitglied der Historischen Kommission für Hessen. 1994 pensioniert, war er Inhaber des Verlags Trautvetter & Fischer Nachf. in Witzenhausen. Eckhardt legte zahlreiche Editionen zur Rechtsgeschichte vor.

## Veröffentlichungen (Auswahl)
Editionen
- Das Arnsburger Urbar (= Veröffentlichungen der Historischen Kommission für Hessen. Band 54). Historische Kommission für Hessen, Marburg 2017.
- Das Frankenberger Stadtrechtsbuch (= Veröffentlichungen der Historischen Kommission für Hessen. Band 13). Historische Kommission für Hessen, Marburg 2014.
- mit Steffen Arndt: Familien-, Herrschafts- und Gutsarchiv v. Berlepsch. Hessisches Staatsarchiv Marburg, Marburg 2008.
- Ernst Koch: Prinz Rosa-Stramin. Mit Illustrationen von Otto Ubbelohde. Historische Kommission für Hessen, Marburg 2008.
- Quellen zur Rechtsgeschichte der Stadt Allendorf an der Werra und des Salzwerks Sooden. Elwert, Marburg 2007.
- Bauernleben im Zeitalter des Dreißigjährigen Krieges. Die Stausebacher Chronik des Caspar Preis 1636–1667. Hrsg. mit Helmut Klingelhöfer. Mit einer Einführung von Gerhard Menk, Trautvetter & Fischer, Marburg 1998.
- Das Salbuch des Stifts Kaufungen von 1519. Elwert, Marburg 1993.

Monografien
- Bad Sooden-Allendorf. Führer durch die Stadt und ihre Geschichte. Zusammen mit Wilhelm Meder, 5. Auflage, Trautvetter & Fischer, Marburg 1983.
- Die Kapitulariensammlung Bischof Ghaerbalds von Lüttich. Musterschmidt, Göttingen u. a. 1955 (Zugleich: phil. Diss. Marburg 1953).

Sammelband
- Miszellen und Vorträge. Trautvetter & Fischer, Marburg 1995.